# 7603 Salopia
7603 Salopia eller 1995 OA2 är en asteroid i huvudbältet som upptäcktes den 25 juli 1995 av den brittiske astronomen Stephen P. Laurie i Church Stretton. Den är uppkallad efter grevskapet Shropshire.
Asteroiden har en diameter på ungefär 8 kilometer och den tillhör asteroidgruppen Eos.